# Aufwendungsausgleichsgesetz
Das deutsche Aufwendungsausgleichsgesetz regelt seit 2006, unter welchen Voraussetzungen Arbeitgebern die Kosten für Entgeltfortzahlungen und Mutterschaftsleistungen erstattet werden (Ausgleichsverfahren) und wie die Erstattungen auf die Gesamtheit der Arbeitgeber finanziell verteilt werden (Umlageverfahren).
Erstattungsfähig sind die Aufwendungen für Entgeltfortzahlungen im Krankheitsfall und bei Beschäftigungsverboten auf Grund des Mutterschutzgesetzes, für Zuschüsse zum Mutterschaftsgeld sowie für bestimmte Arbeitgeberanteile zur Sozialversicherung.
Die finanziellen Mittel für die Kostenerstattungen werden von den beteiligten Arbeitgebern im Wege der Umlagen U1 und U2 getragen.
Vor dem Jahr 2006 waren Ausgleichs- und Umlageverfahren in den §§ 10–19 des Lohnfortzahlungsgesetzes vom 27. Juli 1969 (BGBl. I S. 946) geregelt. Das Aufwendungsausgleichsgesetz brachte zwei bedeutende Änderungen mit sich: Erstens wurde das U2-Verfahren auf alle Arbeitgeber unabhängig von der Zahl ihrer Arbeitnehmer ausgeweitet. Die vorherige Regelung, wonach nur Kleinbetriebe an dem U2-Verfahren teilnahmen, war vom Bundesverfassungsgericht für verfassungswidrig erklärt worden. Zweitens sind seit 2006 auch die Kosten, die durch Entgeltfortzahlungen an erkrankte Angestellte entstehen, erstattungsfähig. Zuvor wurden die Aufwendungen für Entgeltfortzahlung im Krankheitsfall nur dann erstattet, wenn diese an Arbeiter geleistet worden waren.